# Jamie Johnson (Eishockeyspieler)
Jamie Johnson (* 23. Januar 1982 in Port Franks, Ontario) ist ein ehemaliger kanadischer Eishockeyspieler, der im Verlauf seiner aktiven Karriere zwischen 1999 und 2017 unter anderem über 640 Spiele in der American Hockey League (AHL) und ECHL auf der Position des Centers bestritten hat. Darüber hinaus war Johnson jeweils eine Spielzeit bei den Kölner Haien in der Deutschen Eishockey Liga (DEL) und den Vienna Capitals in der Erste Bank Eishockey Liga (EBEL) aktiv.

## Karriere
Jamie Johnson begann seine Karriere als Eishockeyspieler in der kanadischen Juniorenliga Ontario Hockey League (OHL), in der er von 1999 bis 2003 für die Sarnia Sting und Oshawa Generals aktiv war. Von 2003 bis 2005 spielte der Center jeweils ein Jahr lang in der ECHL, in der er auf sich aufmerksam machen konnte, sodass er in der Saison 2005/06 überwiegend in der American Hockey League (AHL) für die Iowa Stars auflief. Zuvor hatte er erneut einige Spiele für die Augusta Lynx in der ECHL absolviert. Die Saison 2006/07 begann der Rechtsschütze erneut bei Augusta in der ECHL sowie Iowa in der AHL, wechselte im Laufe der Spielzeit jedoch innerhalb der AHL zu den Bridgeport Sound Tigers.
Nachdem er in der Saison 2007/08 mit 58 Scorerpunkten in 79 Spielen der regulären Saison für die Albany River Rats einen neuen persönlichen AHL-Bestwert aufgestellt hatte, wechselte der Stürmer zur Saison 2008/09 erstmals nach Europa, wo er für TPS Turku in der finnischen SM-liiga auf dem Eis stand. Dort konnte er mit 31 Scorerpunkten – davon acht Tore – in insgesamt 48 Spielen ebenfalls überzeugen. Zur Saison 2009/10 kehrte der Kanadier nach Nordamerika zurück und spielte für die Rochester Americans in der AHL. Die folgenden beiden Jahre verbrachte er bei deren Ligarivalen Grand Rapids Griffins.
Zur Saison 2012/13 wurde Johnson von Dinamo Riga aus der Kontinentalen Hockey-Liga (KHL) verpflichtet. Zur darauffolgenden Spielzeit kehrte er abermals nach Nordamerika zurück und schloss sich den Hershey Bears aus der AHL an. In der Spielzeit 2014/15 stand er bei den Kölner Haien in der Deutschen Eishockey Liga (DEL) unter Vertrag, wurde aber nach dem Verpassen der Playoffs nicht mehr weiter beschäftigt. Johnson schloss sich daraufhin für jeweils eine Spielzeit den Vienna Capitals in der Erste Bank Eishockey Liga (EBEL) und Herning Blue Fox aus der dänischen Metal Ligaen an. Im Sommer 2017 beendete der 35-Jährige seine aktive Karriere.

## Erfolge und Auszeichnungen
- 2005 ECHL Second All-Star Team

## Karrierestatistik
(Legende zur Spielerstatistik: Sp oder GP = absolvierte Spiele; T oder G = erzielte Tore; V oder A = erzielte Assists; Pkt oder Pts = erzielte Scorerpunkte; SM oder PIM = erhaltene Strafminuten; +/− = Plus/Minus-Bilanz; PP = erzielte Überzahltore; SH = erzielte Unterzahltore; GW = erzielte Siegtore; 1 Play-downs/Relegation; Kursiv: Statistik nicht vollständig)